# Сануссі Ба
Сануссі Ба (нім. Sanoussy Ba, нар. 5 січня 2004, Гоф, Німеччина) — німецький футболіст сенегальського походження, вінгер клубу «РБ Лейпциг».
На правах оренди грає в австрійському клубі ЛАСК.

## Ігрова кар'єра

### Клубна
Сануссі Ба починав грати у футбол у своєму рідному містечку Гоф. У 2016 році він приєднався до футбольної академії клубу «РБ Лейпциг», де грав у молодіжній команді.
У 2022 році Ба був внесений в заявку першої команди. Дебютну гру на професійному рівн футболіст провів 30 серпня 2022 року у матчі Кубка Німеччини. У чемпіонаті країни першу гру вінгер зіграв 5 листопада 2022 року, вийшовши на заміну в кінці матчу проти «Гоффенгайм 1899». У складі молодіжної команди «РБ Лейпциг» Ба грав у Юнацькій лізі УЄФА.
Влітку 2023 року Сануссі Ба був відправлений в оренду до кінця сезону в австрійський ЛАСК, у складі якого брав участь у матчах групового раунду Ліги Європи.

### Збірна
Маючи сенегальське походження, у 2021 році Сануссі Ба почав виступи на міжнародному рівні у складі юнацьких збірних Німеччини.

## Титули
РБ Лейпциг
 Переможець Кубка Німеччини: 2022/23